# استیپل اشتون
استیپل اشتون (به انگلیسی: Steeple Ashton) یک روستا و محله مدنی در بریتانیا است که در ویلتشر واقع شده‌است. استیپل اشتون ۹۳۵ نفر جمعیت دارد.